# Where Sinners Meet
Where Sinners Meet è un film del 1934 diretto da J. Walter Ruben. È il remake di una precedente versione del lavoro teatrale di A.A. Milne, un film del 1927 diretto da William C. de Mille e interpretato da Vera Reynolds intitolato The Little Adventuress.
The Dover Road, la commedia da cui fu tratto il film, venne data con successo al Bijou Theatre di Broadway, andando in scena il 23 dicembre 1921.

## Produzione
La lavorazione del film, prodotto dalla RKO Radio Pictures, durò dal 15 febbraio ai primi di marzo 1934.

## Distribuzione
Il copyright del film, richiesto dalla RKO Radio Pictures, Inc., fu registrato il 18 maggio 1934 con il numero LP4723.
Distribuito dalla RKO Radio Pictures, il film fu presentato in prima il 19 aprile, uscendo poi nelle sale cinematografiche USA il 18 maggio 1934. Nel Regno Unito, il film fu distribuito con il titolo alternativo The Dover Road.